# مخزن سد کاما
مخزن سد کاما (انگلیسی: Kama Reservoir) یک مخزن سد در سرزمین پرم کشور روسیه است.